# Народно-визвольна армія Китаю

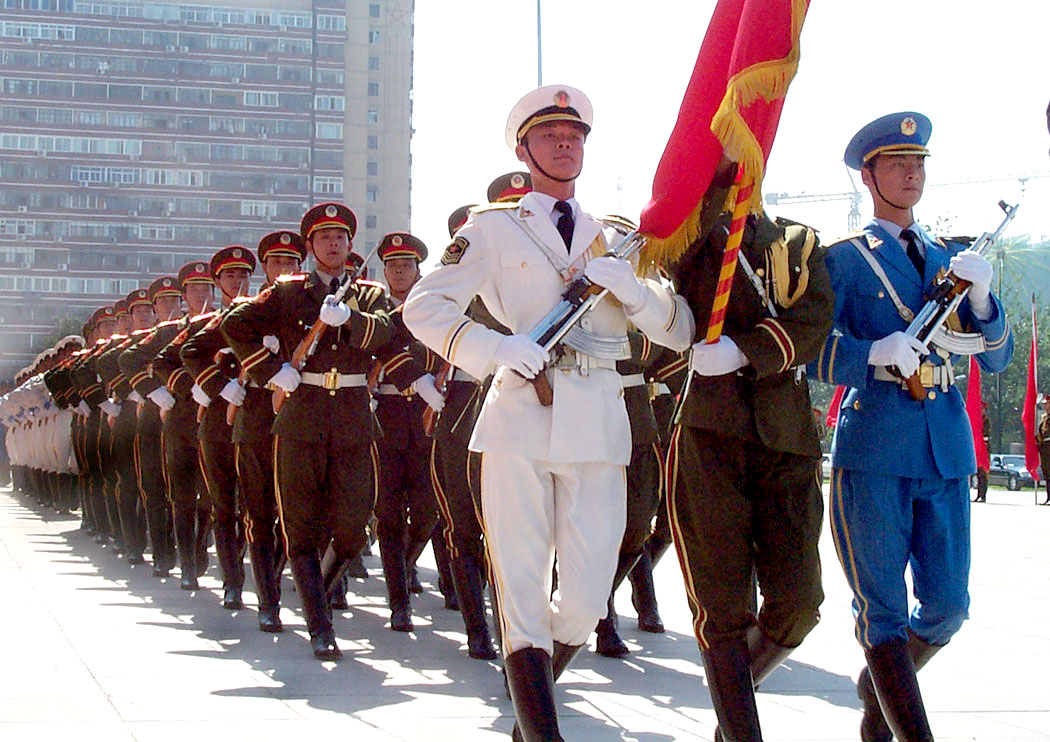
Солдати НВАК на параді

Народно-визвольна армія Китаю (НВАК, кит.: 中国人民解放军, піньїнь Zhōnggúo Rénmín Jiěfàng Jūn) — збройні сили Китайської Народної Республіки, найбільші за чисельністю у світі (2 250 000 чоловік на дійсній службі).
Заснована 1 серпня 1927 в результаті Наньчанського повстання як комуністична «Червона армія», під керівництвом Мао Цзедуна під час громадянської війни в Китаї. У 1930-ті організовувала великі рейди (Великий похід китайських комуністів). Назва «Народно-визвольна армія Китаю» стало використовуватися у відношенні до збройних сил, сформованих влітку 1946 року з військ КПК — 8-ї армії, Нової 4-ї армії і Північно-Східної армії; після проголошення КНР в 1949 ця назва стала вживатися у відношенні до регулярної армії країни.
Законодавство передбачає військову повинність для чоловіків з 18 років; добровольці приймаються до 49 років. У зв'язку з великим населенням країни і достатньою кількістю добровольців, заклик ніколи не проводився. У воєнний час теоретично може бути мобілізовано до 750 млн осіб.
Від 1964 Китай володіє ядерною зброєю.
НВАК підпорядковується не прямо партії чи уряду, а двом спеціальним Центральним військовим комісіям — державній і партійній. Зазвичай ці комісії ідентичні за складом, і термін ЦВК вживається в однині. Посада голови ЦВК є ключовою для всієї держави. В останні роки вона зазвичай належить Голові КНР, але в 1980-ті роки, наприклад, ЦВК очолював Ден Сяопін, який фактично був лідером країни (формально при цьому він ніколи не був ні Головою КНР, ні прем'єром Держради КНР, а пост генсека ЦК партії займав раніше, ще при Мао до «культурної революції»).
В основі китайської військової стратегії лежить масовий удар НВАК у відсіч по супротивнику. Враховуючи технічну слабкість китайської армії порівняно зі Збройними силами США, у гіпотетичній неядерній війні з будь-яким з цих сильніших супротивників, основною надією КНР буде величезна перевага в живій силі. Останнім часом відбувається стрімка військово-технічна модернізація НВАК; у 2013 р. КНР за військовими витратами посіла друге місце у світі після США.

## Історія
Історія Народно-визвольної армії Китаю почалася в 1927 році зі збройного повстання, ініційованого Комуністичною партією Китаю проти сил націоналістичного Гоміньдану в Наньчані, провінція Цзянсі. Це строкате зібрання комуністів, селян, гоміньданівських дезертирів та бандитів називалося Червоною Армією. У них не було звань чи формального командного ланцюжка, і вони використовували партизанську тактику — нерегулярні, швидкі та дрібномасштабні дії — проти свого краще озброєного та більшого ворога. Вони був перейменовані в Народно-визвольну армію на пізнішому етапі громадянської війни у Китаї до 1949 року.
Китайські збройні сили були значно скорочені з 1980-х років, оскільки КНР намагається спростити операції, але все одно залишаються найбільшою армією у світі з більш ніж двома мільйонами активного персоналу. Це навіть після останніх зусиль зі скорочення чисельності, коли було скорочено близько 300000 військовослужбовців, згідно з офіційним документом з питань оборони, опублікованим Пекіном у 2019 році.

### Реформи 2010-х
У 2012 році, менш ніж за місяць після того, як Сі Цзіньпін прийшов до влади, він виклав свої амбіції щодо створення сильної армії.
У 2015 році НВАК зазнала масштабної структурної реформи: чотири спільні департаменти — штаб, політика, матеріально-технічне забезпечення та озброєння — були реорганізовані в 15 агентств, підпорядковані Центральній військовій комісії (ЦВК). Сім командувань військових округів було об'єднано та замінено п'ятьма командуваннями театрів військових дій. Це поклало на ЦВК відповідальність за загальне управління збройними силами, тоді як командування театру бойових дій зосередилося на операціях та розвитку військ. Реструктуризація також розглядається як крок до зміцнення контролю правлячої Комуністичної партії над збройними силами — президент Сі Цзіньпін також є головою ЦВК.
У 2019 році, відповідно до звіту Пекіну, НВАК скоротила війська на 300 000 осіб, але однак залишалася найбільшими збройними силами у світі.
На політичній нараді у жовтні 2020 року Комуністична партія Китаю оприлюднила свій план створення «повністю модернізованої армії» до 2027 року, коли НВАК відзначить своє століття. Кінцева мета, на думку аналітиків, полягає в тому, щоб мати збройні сили, які можна порівняти з армією Сполучених Штатів — найсильнішою бойовою силою у світі. Останній план Пекіна закликає до прискорення військової модернізації та наголошує на терміновій необхідності покращення стратегічних можливостей НВАК для захисту суверенітету, безпеки та інтересів Китаю. Заступник голови ЦВК сказав, що окрім розробки сучасної зброї, інтелектуальні технології, такі як штучний інтелект, стануть важливою частиною прогресу — модернізації військових теорій, формувань, особового складу та стратегічного управління. Він також сказав, що НВАК має бути більш активною у розробці способів ведення війни, а не просто реагувати на конфлікти. Для всього цього було збільшено витрати Пекіна на оборону.

## Військовий бюджет
У 2020 році було оголошено що військовий бюджет КНР становить у розмірі 1,27 трильйона юанів (193 мільярди доларів США), що на 6,6 відсотка більше, ніж у попередньому році і є другим за величиною у світі після США. Але Китай уже давно критикують за непрозорість його оборонних бюджетів та пропуск важливих статей. У 2019 році Пекін заявив, що його військові витрати становили 176 мільярдів доларів, але Стокгольмський міжнародний інститут дослідження проблем світу оцінив їх у 261 мільярд доларів. Для порівняння: у 2019 році США витратили 732 мільярди доларів.

## Ставлення до військових союзів та блоків. Та напруга з сусідніми державами
У своєму офіційному документі з питань оборони за 2019 рік Пекін заявив, що «Китай виступає за партнерство, а не союзи, і не приєднується до жодного військового блоку». Китай також прагне позиціювати себе як захисник світу і стверджує, що він протистоїть агресії та експансії та проводить політику, яка має оборонний характер.
Але напруженість у регіоні наростає, і Пекін залучений до територіальних суперечок із сусідами, включаючи В'єтнам та Філіппіни, через частини Південнокитайського моря, де його військове нарощування на штучних островах викликало жах, через контрольовані Японією Сенкаку чи Дяоюйдаою. острови у Східнокитайському морі та на його гімалайському кордоні з Індією, де з травня триває затяжне протистояння — гірше за десятиліття. Пекін також посилює тиск на Тайвань, який він розглядає як частину території КНР, яку у разі потреби можна повернути силою, у тому числі шляхом проведення військових ігор поряд із самоврядним островом та вторгнення в його повітряний простір.

## Міністри національної оборони КНР
- Маршал Пен Дехуай (1954—1959)
- Маршал Лінь Бяо (1959—1971)
- Маршал Е Цзяньїн (1975—1978)
- Маршал Сюй Сянцянь (1978—1981)
- Генерал Ген Бяо (1981—1982)
- Генерал Чжан Айпін (1982—1988)
- Генерал Цінь Цзівей (1988—1993)
- Генерал Чі Хаотянь (1993—2003)
- Генерал Цао Ганчуань (2003—2008)
- Генерал Лян Гуанле (2008—2013)
- Генерал Чан Ваньцюань (з 2013)

## Начальники Генштабу
- Сюй Сянцянь — 1949—1950
- Не Жунчжень — 1950—1954
- Су Юй — 1954—1958
- Хуан Кечен — 1958—1959
- Ло Жуйцін — 1959—1965
- Ян Ченьу — 1965—1966
- Хуан Юншен — 1968—1971
- Ден Сяопін — 1975—1980
- Ян Дечжі — 1980—1987
- Чи Хаотянь — 1987—1992
- Чжан Ваньнянь — 1992—1995
- Фу Цюанью — 1995—2002
- Лян Гуанле — 2002—2007
- Чень Бінде — 2007—2012
- Фан Фенхуей — з 2012

## Військові прапори

Збройні сили
Армія
Флот
Повітряні сили
Ракетні війська

## Аналітичні дані США
У листопаді 2021 року Міністерство оборони США опублікувало свій річний звіт про військову міць КНР. Відповідно до нього станом на 2021 рік, військово-морський флот КНР є найбільшим у світі, його загальна бойова сила складає близько 350 кораблів і підводних човнів й включає понад 130 основних бойових надводних одиниць.
КНР має понад 1250 крилатих та балістичних ракет наземного базування з дальністю від 500 до 5500 км. КНР має одну з найбільших у світі систем протиповітряної оборони. Це поряд з безперервною модернізацією кібернетичного і космічного потенціалу призвело до трансформації ефективності китайських збройних сил, що дозволило їм боротися і перемагати у війнах «проти сильного ворога», що є тонким посиланням на США.
За змістом звіт відповідає офіційному документу з питань оборони Японії, опублікованому раніше цього року. У цьому документі стверджувалося, що військові тенденції КНР «стали предметом серйозної стурбованості для регіону», а Народно-визвольна армія «підтримувала високий рівень зростання свого оборонного бюджету без прозорості, беручи участь у широкому та швидкому покращенні своєї військової сили в якісному відношенні». та кількісні показники з упором на ядерні, ракетні, військово-морські та військово-повітряні сили".
Особливе занепокоєння викликає оцінка Пентагоном ядерних можливостей КНР. У ньому робиться висновок, що КНР зможе мати до 700 ядерних боєголовок з можливістю доставки до 2027 року і може мати не менше 1000 до 2030 року. Ці цифри більш ніж удвічі перевищують прогнози тогорічного звіту. У цьому аналізі передбачалося, що НВАК має ядерний арсенал, який налічує «менше 200» і очікується, що він «принаймні подвоїться в розмірах». На початку лютого 2024 року, за повідомленням The New York Times, Китай створює ядерний арсенал, призначений для протистояння зі США. Видання стверджує, що прийшовши до влади на рубежі 2012-13 років, Сі Цзіньпін вже подвоїв розмір ядерного арсеналу Китаю, приблизно до 500 боєголовок. За таких темпів, до 2035 року Пекін матиме близько 1500 боєголовок, що вже співставно з ядерними арсеналами США і Росії (якщо рахувати лише ті боєголовки, що перебувають на бойовому чергуванні, а не законсервовані).